# 1976 في أستراليا
فيما يلي قوائم الأحداث التي وقعت خلال عام 1976 في أستراليا.

## سياسة

### انتهاء فترة المنصب
- 30 نوفمبر – مارك أوليفانت حاكم جنوب أستراليا [الإنجليزية]‏.

## مواليد

### يناير
- 1 يناير – ديفيد كوبر لاعب كرة سلة أسترالي.
- 17 يناير – غلين سافيل لاعب كرة سلة أسترالي.

### فبراير
- 3 فبراير – آرون تراير لاعب كرة سلة أسترالي.
- 5 فبراير – جون ألويسي لاعب كرة قدم أسترالي.[1]
- 5 فبراير – سكوت ماكغريغور لاعب كرة سلة أسترالي.
- 19 فبراير – أندرو بيت متسابق دراجات نارية أسترالي.
- 24 فبراير – برادلي ماكجي درّاج طريق أسترالي.
- 25 فبراير – مارك ناش لاعب كرة سلة أسترالي.

### مارس
- 12 مارس – بن إلوود لاعب كرة مضرب أسترالي.
- 17 مارس – تود بيري لاعب كرة مضرب أسترالي.
- 26 مارس – أوفوك طلا[2]

### أبريل
- 17 أبريل – غورد بامفورد مغني كندي.

### يونيو
- 19 يونيو – تشاد جيبسون لاعب كرة قدم أسترالي.
- 20 يونيو – مات كامبل لاعب كرة سلة أسترالي.

### يوليو
- 13 يوليو – مات شاناهان لاعب كرة سلة أسترالي.
- 16 يوليو – مايكل بيتكوفيتش لاعب كرة قدم أسترالي.[3]
- 19 يوليو – كيت مورتون روائية أسترالية.[4]

### أغسطس
- 6 أغسطس – ميليسا جورج
- 24 أغسطس – أليكس أولوغلن
- 25 أغسطس – سام ماكينون لاعب كرة سلة أسترالي.
- 27 أغسطس – مارك ويبر[5]

### سبتمبر
- 23 سبتمبر – سارا بلاسكو
- 24 سبتمبر – ميشيل فيريس متسابقة دراجات أسترالية.
- 30 سبتمبر – تشاي هيوش لاعب كرة قدم أسترالي.

### نوفمبر
- 7 نوفمبر – مارك فيليبوسيس لاعب كرة مضرب أسترالي.[6]
- 11 نوفمبر – ليزا غليف عارضة أسترالية.[7]

## وفيات

### مايو
- 26 مايو – إدغار مون (مواليد 1904) لاعب كرة مضرب أسترالي.

### ديسمبر
- 23 ديسمبر – فرانك هيدلام (مواليد 1914)